# Рельсовая плеть
Рельсовая плеть — рельс, сваренный из нескольких стандартных, как правило, термически обработанных рельсов Р65 или Р75, укладываемый в бесстыковой путь.

## Перевозка
Рельсовые плети перевозятся рельсовозными составами без скрепления плетей со шпалами.

## Применение
Длина рельсовой плети на железных дорогах СССР и России принята не менее 250 метров и не более 800 метров. Однако в тоннелях и на некоторых участках по условиям эксплуатации при техническом обосновании укладывают укороченные рельсовые плети (не менее 150 метров). На экспериментальных участках эксплуатируется бесстыковой путь с рельсовыми плетями длиной несколько километров.